# Chirotica ruginota
Chirotica ruginota là một loài tò vò trong họ Ichneumonidae.